# Нелидов, Александр Иванович
Александр Иванович Нели́дов (1835—1910) — русский дипломат из рода Нелидовых, разработчик условий Сан-Стефанского мира, действительный тайный советник (1896), посол в Османской империи (1883—1897), Италии (1897—1903) и во Франции (1903—1910).

## Биография
Происходил из древнего дворянского рода Нелидовых. Его отец Иван Александрович Нелидов (1799—1853), заведовавший училищами Бессарабской губернии (в 1833—1852), приходился двоюродным братом фрейлине Варваре Нелидовой. Мать, Александра Петровна (ум. 1884), была сестрой К. П. Яновского.
Родился в селе Дубровки, Поречского уезда Смоленской губернии.
Окончил Кишинёвскую гимназию с золотой медалью (1851). Высшее образование получил в Санкт-Петербургском университете: факультет восточных языков и юридический факультет с золотой медалью.

### Дипломатическая карьера
В ноябре 1855 года в чине коллежского секретаря начал службу в Азиатском департаменте Министерства иностранных дел. В 1856—1861 годах — младший секретарь миссии в Греции; в 1861—1864 годах — младший секретарь миссии в Болгарии. С 1862 года — камер-юнкер.
В 1864—1869 годах — старший секретарь миссии в Болгарии; с 1864 года — надворный советник.
В 1869—1874 годах — старший секретарь посольства в Вене; с 1871 года — статский советник. С 1872 года — камергер.
В 1874—1877 годах, в преддверии русско-турецкой войны 1877—1878 годов, состоял советником русского посольства в Константинополе (Османская империя), тайно прибыл в Бухарест для ведения с румынским премьер-министром И. Брэтиану секретных переговоров о конвенции, разрешавшей бы проход русских войск в случае войны с Османской империей. С 1875 года — действительный статский советник.
Во время войны был начальником дипломатической канцелярии главнокомандующего армией на Балканском полуострове великого князя Николая Николаевича (старшего). В ноябре 1877 года подготовил предварительные условия мира с Портой, на основе которых был составлен Сан-Стефанский мирный договор. Нелидов и Н. П. Игнатьев лично вели переговоры в Сан-Стефано и подписали мирный договор со стороны России.
В 1879—1882 годах — посланник в Саксонии и герцогстве Саксен-Альтенбург.
С 1882 года — управляющий посольством в Константинополе, а с 15 июля 1883 года — посол в Константинополе (до 1897 года). С 1883 года — тайный советник.
Был противником прогерманской политики, проводившейся министром иностранных дел Н. К. Гирсом и его окружением и несколько раз возбуждал вопрос о заключении союза с Францией, что должно было, по его мнению, предупредить возобновление Тройственного союза.
Был сторонником раздела Османской империи; его заветной идеей был захват проливов (Босфор и Дарданеллы). В 1896 году привёз в Санкт-Петербург проект захвата Босфора силами армии и флота. План был одобрен 5 декабря 1896 на совещании у Николая II; Нелидов уехал в Константинополь, чтобы оттуда дать в своё время шифрованную депешу командующему Черноморской эскадрой. Однако Николай II отказался от осуществления плана. Великий визирь Киамаль-паша (1832—1913) говорил, что Нелидову в Константинополе удалось «склонить султана вполне в сторону русской политики. Султан доверял послу больше, чем своему турецкому правительству». Порта настояла на его отзыве.
С 1896 года — действительный тайный советник.
С 1897 года — посол в Риме, где вызвал недовольство короля Виктора Эммануила III своими донесениями о том, что приезд царя в Италию может вызвать враждебные демонстрации, что расстроило планы визита Николая II в Рим.
С 1903 года — посол в Париже, где пробыл до своей смерти, пользуясь большой популярностью среди консервативных кругов Франции. Удостоен многих наград, в том числе ордена Святого Владимира I степени. Скончался от рака кишечника в особняке российского посольства (рю де Гренель, 79) 5 (18) сентября 1910 года. Похоронен в России, на Никольском кладбище Александро-Невской лавры в Санкт-Петербурге.

## Семья

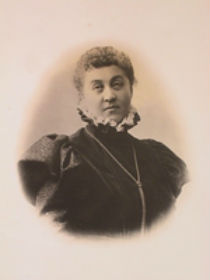
Ольга Дмитриевна (1904)

Жена (с 30 мая 1862 года; Висбаден) — княжна Ольга Дмитриевна Хилкова (05.10.1838—1918), фрейлина двора, дочь Дмитрия Александровича Хилкова от брака с Елизаветой Григорьевной Волконской; племянница боевого генерала Степана Хилкова, тётка толстовца Дмитрия Хилкова. Принесла мужу в приданое небольшое состояние и некоторые связи. Была женщина очень неглупая и приятная в разговоре. Увлекалась литературой и выступала в печати с переводами. Хорошо знавший княжну Хилкову И. С. Тургенев, отзывался о ней как о прелестной и весьма образованной девушке. В обществе мадам Нелидова была известна своими легкомысленными любовными связями, из-за которых в 1894 году Австрия отказалась принять у себя послом её мужа. По словам В. Н. Ламздорфа, было бы «совершенно невозможно, чтобы пресловутая Ольга Дмитриевна, которую недолюбливала императрица Мария Фёдоровна, оказалась принятой при австрийском дворе и допущена в венское общество». За заслуги мужа в коронацию Николая II в 1896 году была пожалована в кавалерственные дамы ордена Св. Екатерины (меньшого креста). После его смерти осталась жить во Франции. Состояла председательницей Комитета русских дам в Париже. Их дети:
- Дмитрий (1863—1935), дипломат, министр-резидент в Ватикане, посланник в Бельгии.
- Иван (1865—1.11.1904,броненосец "Ослябя".)
- Георгий (09.12.1874 — 1918), служащий МИДа, журналист, коллекционер. Его сын Иван Нелидов (04.08.1905—03.10.1936), доцент Горьковского педагогического института, расстрелян по делу П. П. и В. П. Ольбергов[10][11].
- Александр (04.01.1885[12]— ?), родился в Константинополе, крестник Б. П. Мансурова.
- Владимир (1887—1978)